# Mason Holgate
Pour les articles homonymes, voir Holgate.
Mason Holgate, né le 22 octobre 1996 à Doncaster au Royaume-Uni, est un footballeur international jamaïcain qui évolue au poste de défenseur au Al-Gharafa SC.

## Biographie

### En club
Formé au Barnsley FC qu'il rejoint à l'âge de neuf ans, Mason Holgate signe son premier contrat professionnel le 25 septembre 2014. Il fait ses débuts professionnels le 2 décembre 2014 lors d'un match de championnat face aux Doncaster Rovers (1-1). Auteur de bonnes prestations, il est très souvent titularisé au sein de la défense du club de D3 anglaise lors de la seconde partie de saison et inscrit son premier but au niveau professionnel à l'occasion de la dernière journée face à Rochdale (victoire 5-0). Holgate est élu meilleur jeune joueur de la saison du club de Barnsley et attire les convoitises de plusieurs clubs de Premier League.
Le 13 août 2015, le défenseur anglais rejoint finalement Everton pour cinq saisons. Il dispute son premier match de Premier League un an plus tard lors de la première journée face à Tottenham (1-1).
Le 1er janvier 2019, il est prêté pour six mois à West Bromwich Albion, qui évolue en Championship. Il inscrit un but en vingt-trois matchs avec les Baggies.
Le 29 octobre 2019, Holgate inscrit son premier but avec Everton à l'occasion d'un match de Coupe de la Ligue anglaise contre Watford (2-0).

### En équipe nationale
Mason Holgate fait ses débuts avec l'équipe d'Angleterre espoirs le 6 octobre 2016 lors du match comptant pour les éliminatoires de l'Euro espoirs 2017 face au Kazakhstan (victoire 0-1).

## Statistiques
| Saison                | Club                        | Championnat           | Championnat | Championnat | Coupe nationale | Coupe nationale | Coupe de la Ligue | Coupe de la Ligue | Compétition(s) continentale(s) | Compétition(s) continentale(s) | Compétition(s) continentale(s) | Play-offs | Play-offs | Total | Total |
| Saison                | Club                        | Division              | M.          | B.          | M.              | B.              | M.                | B.                | Comp.                          | M.                             | B.                             | M.        | B.        | M.    | B.    |
| 2014-2015             | Barnsley FC                 | League One            | 20          | 1           | 2               | 0               | -                 | -                 | -                              | -                              | -                              | -         | -         | 22    | 1     |
| Sous-total            | Sous-total                  | Sous-total            | 20          | 1           | 2               | 0               | -                 | -                 | -                              | -                              | -                              | -         | -         | 22    | 1     |
| 2015-2016             | Everton FC                  | Premier League        | -           | -           | -               | -               | -                 | -                 | -                              | -                              | -                              | -         | -         | 0     | 0     |
| 2016-2017             | Everton FC                  | Premier League        | 18          | 0           | 1               | 0               | 2                 | 0                 | -                              | -                              | -                              | -         | -         | 21    | 0     |
| 2017-2018             | Everton FC                  | Premier League        | 15          | 0           | 1               | 0               | 1                 | 0                 | C3                             | 4                              | 0                              | -         | -         | 21    | 0     |
| 2018-2019             | Everton FC                  | Premier League        | 5           | 0           | -               | -               | 1                 | 0                 | -                              | -                              | -                              | -         | -         | 6     | 0     |
| 2019-2020             | Everton FC                  | Premier League        | 27          | 0           | 1               | 0               | 4                 | 1                 | -                              | -                              | -                              | -         | -         | 32    | 1     |
| 2020-2021             | Everton FC                  | Premier League        | 28          | 1           | 3               | 0               | -                 | -                 | -                              | -                              | -                              | -         | -         | 31    | 1     |
| 2021-2022             | Everton FC                  | Premier League        | 25          | 2           | 2               | 1               | 2                 | 0                 | -                              | -                              | -                              | -         | -         | 29    | 3     |
| 2022-2023             | Everton FC                  | Premier League        | 8           | 0           | -               | -               | 1                 | 0                 | -                              | -                              | -                              | -         | -         | 9     | 0     |
| 2023-2024             | Everton FC                  | Premier League        | 1           | 0           | -               | -               | -                 | -                 | -                              | -                              | -                              | -         | -         | 1     | 0     |
| Sous-total            | Sous-total                  | Sous-total            | 127         | 3           | 8               | 1               | 11                | 1                 | -                              | 4                              | 0                              | -         | -         | 150   | 5     |
| 2018-2019             | West Bromwich Albion (prêt) | Championship          | 19          | 1           | 2               | 0               | -                 | -                 | -                              | -                              | -                              | 2         | 0         | 23    | 1     |
| 2023-2024             | Southampton FC (prêt)       | Championship          | 5           | 0           | 2               | 0               | -                 | -                 | -                              | -                              | -                              | -         | -         | 7     | 0     |
| 2023-2024             | Sheffield United (prêt)     | Premier League        | 10          | 0           | -               | -               | -                 | -                 | -                              | -                              | -                              | -         | -         | 10    | 0     |
| 2024-2025             | West Bromwich Albion (prêt) | Championship          | 20          | 1           | 1               | 0               | -                 | -                 | -                              | -                              | -                              | -         | -         | 21    | 1     |
| Sous-total            | Sous-total                  | Sous-total            | 54          | 2           | 5               | 0               | -                 | -                 | -                              | -                              | -                              | 2         | 0         | 61    | 2     |
| Total sur la carrière | Total sur la carrière       | Total sur la carrière | 201         | 6           | 15              | 1               | 11                | 1                 | -                              | 4                              | 0                              | 2         | 0         | 233   | 8     |